# Галактика низкой поверхностной яркости

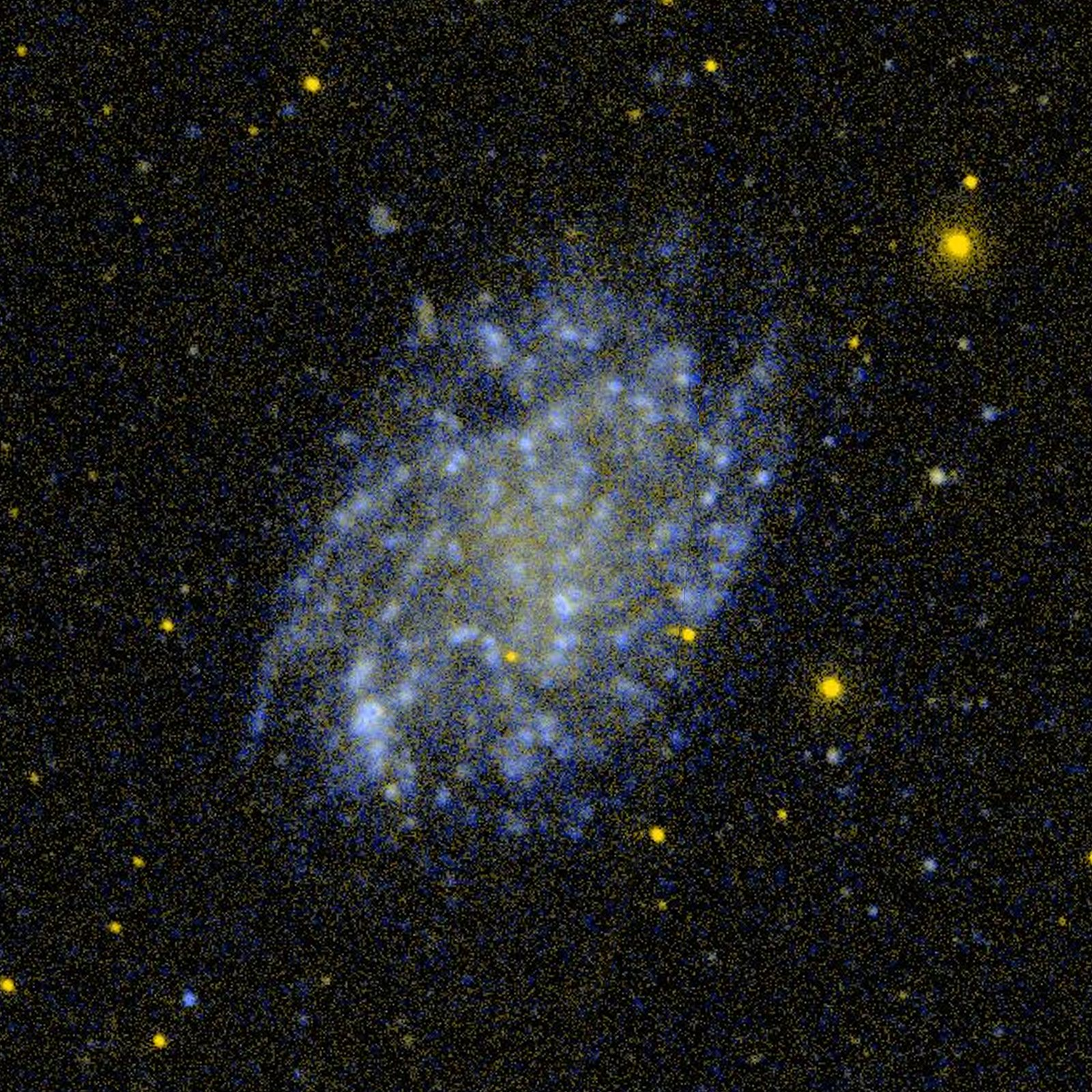
Изображение спиральной галактики NGC 45, полученное GALEX

Галактика низкой поверхностной яркости (англ. low-surface-brightness galaxy, LSB galaxy) — это диффузная галактика, обладающая такой поверхностной яркостью, что для наблюдателя на Земле галактика имеет видимую звёздную величину по крайней мере на единицу слабее, чем у окружающего фона неба.
Большая часть подобных галактик является карликовыми галактиками, значительная доля барионной материи которых представляет собой нейтральный водород. Около 95 % массы карликовых галактик заключено в тёмной материи.
Измерения кривой вращения показывают чрезвычайно высокие значения отношения масса—светимость. Это означает, что звёзды и светящийся газ составляют очень малую долю общей массы галактики. В центральных областях подобных галактик не наблюдается повышенной плотности звезд, такой как балдж нормальных спиральных галактик. Следовательно, у LSB-галактик даже в центральных областях доминирует тёмная материя.
LSB-галактики в основном являются изолированными галактиками, пережившими меньшее количество приливных взаимодействий и слияний с другими галактиками, которые способствовали усилению звездообразования.
LSB-галактики были теоретически предсказаны в 1976 г Майклом Диснеем (англ. Michael J. Disney). Первой открытой галактикой такого типа стала открытая в 1986 г галактика Malin 1, являющаяся гигантской LSB-галактикой. На момент открытия это была крупнейшая известная спиральная галактика.